# William Douglas-Hamilton, 12:e hertig av Hamilton
William Alexander Louis Stephen Douglas-Hamilton, 12:e hertig av Hamilton, född 12 mars 1845 i London, död 16 maj 1895 i Alger, Algeriet, var en skotsk ädling, äldste son till William Douglas-Hamilton, 11:e hertig av Hamilton och prinsessan Marie av Baden.

## Biografi
William Douglas-Hamilton studerade vid Eton och Christ Church College, Oxford och ärvde hertigtiteln efter sin far 1863. År 1867 var han nära ekonomisk ruin, men lyckades i sista stund vända alltsammans genom att vinna Grand National Steeplechase med sin häst.
"…vid Christchurch ägnade han sig åt boxning och slog sig senare på hästkapplöpning, segling och andra nöjen… Han var kraftig till växten, med ett ohyfsat rödbrusigt utseende, hade en kraftfull hals och verkade stark nog att kunna fälla en oxe med sin knytnäve… Han uttryckte sig uppriktigt, gränsande till oartigt." 
Han gifte sig 1873 med lady Mary Montagu (1854–1934), dotter till William Montagu, 7:e hertig av Manchester. Då han saknade manlig arvinge ärvdes hertigtiteln av hans kusin Alfred Douglas-Hamilton, 13:e hertig av Hamilton.

## Barn
- Lady Mary Douglas-Hamilton (1884–1957), gift med James Graham, 6:e hertig av Montrose